# Мисюровка
Мисюровка (укр. Мисюрівка) — село в Старосинявском районе Хмельницкой области Украины.
Население по переписи 2001 года составляло 538 человек. Почтовый индекс — 31424. Телефонный код — 3850. Занимает площадь 2,248 км². Код КОАТУУ — 6824482502.

## Местный совет
31424, Хмельницкая обл., Старосинявский р-н, с. Ивки